# إيلا تشن
إيلا تشن (بالصينية: 陳嘉樺) هي مغنية وممثلة تايوانية، ولدت في 18 يونيو 1981 في تايوان.

## وصلات خارجية
- إيلا تشن على موقع IMDb (الإنجليزية)
- إيلا تشن على موقع ميوزك برينز (الإنجليزية)
- إيلا تشن على موقع قاعدة بيانات الفيلم (الإنجليزية)